# Patrick Sanders (Oficial del Ejército Británico)
Patrick Nicholas Yardley Monrad Sanders (6 de abril de 1966) es un oficial del ejército británico que se desempeña como Jefe del Estado Mayor General desde junio de 2022.

## Primeros años y educación
Sanders nació el 6 de abril de 1966 en Tidworth, Wiltshire, Inglaterra. Fue educado en Worth School, entonces un internado independiente para varones adjunto a la abadía benedictina de Worth . Estudió en la Universidad de Exeter, y la Universidad de Cranfield.

## Carrera militar
Patrick Sanders fue anteriormente comisionado en la Royal Green Jackets el 23 de septiembre de 1984. Se desempeñó como oficial subalterno en Irlanda del Norte durante los disturbios ocurridos en el marco del Conflicto Norirlandés (The Troubles en inglés) y luego realizó campañas en Kosovo en 1999 y en Bosnia y Herzegovina en el 2001. Se convirtió en Jefe de Estado Mayor de la 1.ª Brigada Mecanizada en 2002 y luego se convirtió en oficial al mando del 2.º Batallón Royal Green Jackets en 2005. En este último cargo, logró la transición de su batallón para convertirse en el 4º Batallón The Rifles y luego entró en acción con su batallón en el asedio de las bases del Reino Unido en Basora en 2007 durante la Guerra de Irak. El 25 de julio de 2008, recibió la Orden de Servicio Distinguido (DSO por sus siglas en Inglés) "en reconocimiento a los servicios valientes y distinguidos en Irak durante el período del 1 de octubre de 2007 al 31 de marzo de 2008".
Sanders se convirtió en comandante de la 20.ª Brigada Blindada en agosto de 2009, cargo en el que fue destinado a comandar la Task Force Helmand en Afganistán en octubre de 2011. El 28 de septiembre de 2012, fue nombrado Comandante de la Orden del Imperio Británico (CBE por sus siglas en inglés) "en reconocimiento a sus valientes y distinguidos servicios en Afganistán durante el período del 1 de octubre de 2011 al 31 de marzo de 2012".  Se desempeñó como Oficial de Enlace del Jefe del Estado Mayor de la Defensa con el Estado Mayor Conjunto de los Estados Unidos en 2012 y Jefe Asistente del Estado Mayor de la Defensa de Operaciones en marzo de 2013.
En 2014, Sanders participó en las reuniones Cobra del Primer Ministro sobre la crisis de las inundaciones de ese año. Asumió el mando de la 3.ª División del Ejército británico en abril de 2015. En diciembre de 2016, fue nombrado Comandante del Ejército de Campo y ascendido a teniente general .  Sanders fue nombrado Coronel Comandante y Presidente de la Honorable Compañía de Artillería el 31 de enero de 2019, en sustitución del General Sir Richard Barrons . Sanders fue ascendido a general en pleno el 6 de mayo de 2019 y designado Comandante del Comando de Fuerzas Conjuntas .  El Comando de Fuerzas Conjuntas pasó a llamarse Comando Estratégico el 9 de diciembre de 2019.
Sanders fue nombrado Caballero Comandante de la Orden del Baño (KCB por siglas en inglés) en los Honores de Año Nuevo de 2020. Era el candidato preferido del Ministerio de Defensa para suceder al general Sir Nick Carter como Jefe del Estado Mayor de Defensa en 2021, debido a su experiencia en capacidad cibernética, pero el primer ministro Boris Johnson eligió al almirante Sir Tony Radakin en su lugar.
Tras un anuncio en febrero de 2022, Sanders se convirtió en Jefe del Estado Mayor General en junio de 2022.
El 7 de junio de 2022, Sanders tomó la decisión de prohibir el despliegue en el extranjero del 3° Batallón Regimiento de Paracaidistas después de una serie de incidentes que demostraron un bajo nivel de disciplina en el batallón. Se dijo que el ministro, James Heappey, estaba "apenado y avergonzado" por el comportamiento "vergonzoso de este batallón".
El 16 de junio de 2022, Sanders dijo a los soldados británicos que son la generación que debe prepararse "para luchar en Europa una vez más" mientras continúa el conflicto en Ucrania . Escribió que "ahora existe un imperativo candente para forjar un ejército capaz de luchar junto a nuestros aliados y derrotar a Rusia en la batalla".